# Marc Cossuti
Marc Cossuti (en llatí Marcus Cossutius) va ser un cavaller romà que vivia a Sicília en el segle i aC, durant l'administració de l'illa per Verres. Formava part de la gens Cossútia.
Era molt respectat i íntegre i va defensar a Xenó contra Verres.